# (1156) Kira
(1156) Kira es el asteroide número 1156 situado en el cinturón principal. Fue descubierto por el astrónomo Karl Wilhelm Reinmuth  desde el observatorio de Heidelberg, el 22 de febrero de 1928. Su designación alternativa es 1928 DA. Se desconoce la razón del nombre.